# Цунемото Кейго
Цунемото Кейго (яп. 常本 佳吾, нар. 21 жовтня 1998) — японський футболіст, захисник швейцарського клубу «Серветт».
Виступав за юнацьку збірну Японії.

## Клубна кар'єра
Народився 21 жовтня 1998 року. Вихованець юнацьких команд клубу «Йокогама Ф. Марінос», згодом у 2017-2020 роках, під час навчання в Університеті Мейдзі, продовжував грати у футбол за університетську команду.
У дорослому футболі дебютував 2020 року виступами за команду «Касіма Антлерс», в якій провів три сезони, взявши участь у 71 матчі чемпіонату. Більшість часу, проведеного у складі «Касіма Антлерс», був основним гравцем захисту команди.
2023 року перейшов до швейцарського «Серветта». За результатами свого першого сезону в Європі допоміг новій команді здобути Кубок Швейцарії.

## Виступи за збірну
2015 року провів чотири гри за юнацьку збірну Японії (U-17).

## Статистика виступів

### Статистика клубних виступів
Станом на 25 травня 2024
| Сезон                      | Клуб                       | Чемпіонат                  | Чемпіонат | Чемпіонат | Національний кубок | Національний кубок | Національний кубок | Континентальні кубки | Континентальні кубки | Континентальні кубки | Суперкубки | Суперкубки | Суперкубки | Усього | Усього |
| Сезон                      | Клуб                       | Ліга                       | Ігор      | Голів     | Ліга               | Ігор               | Голів              | Ліга                 | Ігор                 | Голів                | Ліга       | Ігор       | Голів      | Ігор   | Голів  |
| -------------------------- | -------------------------- | -------------------------- | --------- | --------- | ------------------ | ------------------ | ------------------ | -------------------- | -------------------- | -------------------- | ---------- | ---------- | ---------- | ------ | ------ |
| 2019                       | Університет Мейдзі         | -                          | -         | -         | КІ                 | 2                  | 0                  | -                    | -                    | -                    | -          | -          | -          | 2      | 0      |
| вер.-груд. 2020            | «Касіма Антлерс»           | J1                         | 1         | 0         | -                  | -                  | -                  | -                    | -                    | -                    | -          | -          | -          | 1      | 0      |
| 2021                       | «Касіма Антлерс»           | J1                         | 26        | 2         | КДжЛ+КІ            | 7+4                | 0                  | -                    | -                    | -                    | -          | -          | -          | 37     | 2      |
| 2022                       | «Касіма Антлерс»           | J1                         | 28        | 0         | КДжЛ+КІ            | 6+1                | 0                  | -                    | -                    | -                    | -          | -          | -          | 35     | 0      |
| січ.-лип. 2023             | «Касіма Антлерс»           | J1                         | 16        | 0         | КДжЛ+КІ            | 3+1                | 0                  | -                    | -                    | -                    | -          | -          | -          | 20     | 0      |
| Усього за «Касіма Антлерс» | Усього за «Касіма Антлерс» | Усього за «Касіма Антлерс» | 71        | 2         |                    | 22                 | 0                  |                      | -                    | -                    |            | -          | -          | 93     | 2      |
| 2023–24                    | «Серветт»                  | СЛ                         | 30        | 0         | КШ                 | 3                  | 0                  | ЛЧ+ЛЄ+ЛК             | 1+4+4                | 0                    | -          | -          | -          | 42     | 0      |
| Усього за кар'єру          | Усього за кар'єру          | Усього за кар'єру          | 101       | 2         |                    | 27                 | 0                  |                      | 9                    | 0                    |            | -          | -          | 137    | 2      |

## Титули і досягнення
- Володар Кубка Швейцарії (1):

«Серветт»: 2023-2024